# 新尾頭
新尾頭（しんおとう）は、愛知県名古屋市熱田区および中区にある町名。現行行政地名は新尾頭一丁目から新尾頭三丁目と新尾頭町。住居表示は新尾頭町が未実施、新尾頭一丁目から新尾頭三丁目が実施済み。

## 地理
名古屋市熱田区の北部に位置し、東は花町・金山町、西（新尾頭町の西隣も含む）は中川区八熊・柳川町、南は尾頭町・五本松町、北は中区正木と接する。
新尾頭町は新尾頭の西隣にあるが、面積の殆どが堀川にある。また中区新尾頭は、一丁目が道路部分にのみ存在する。

## 歴史

### 町名の由来
新尾頭の地名は、熱田の北郊の尾頭の町のさらに北側に、江戸時代前期に町屋ができたことによる。

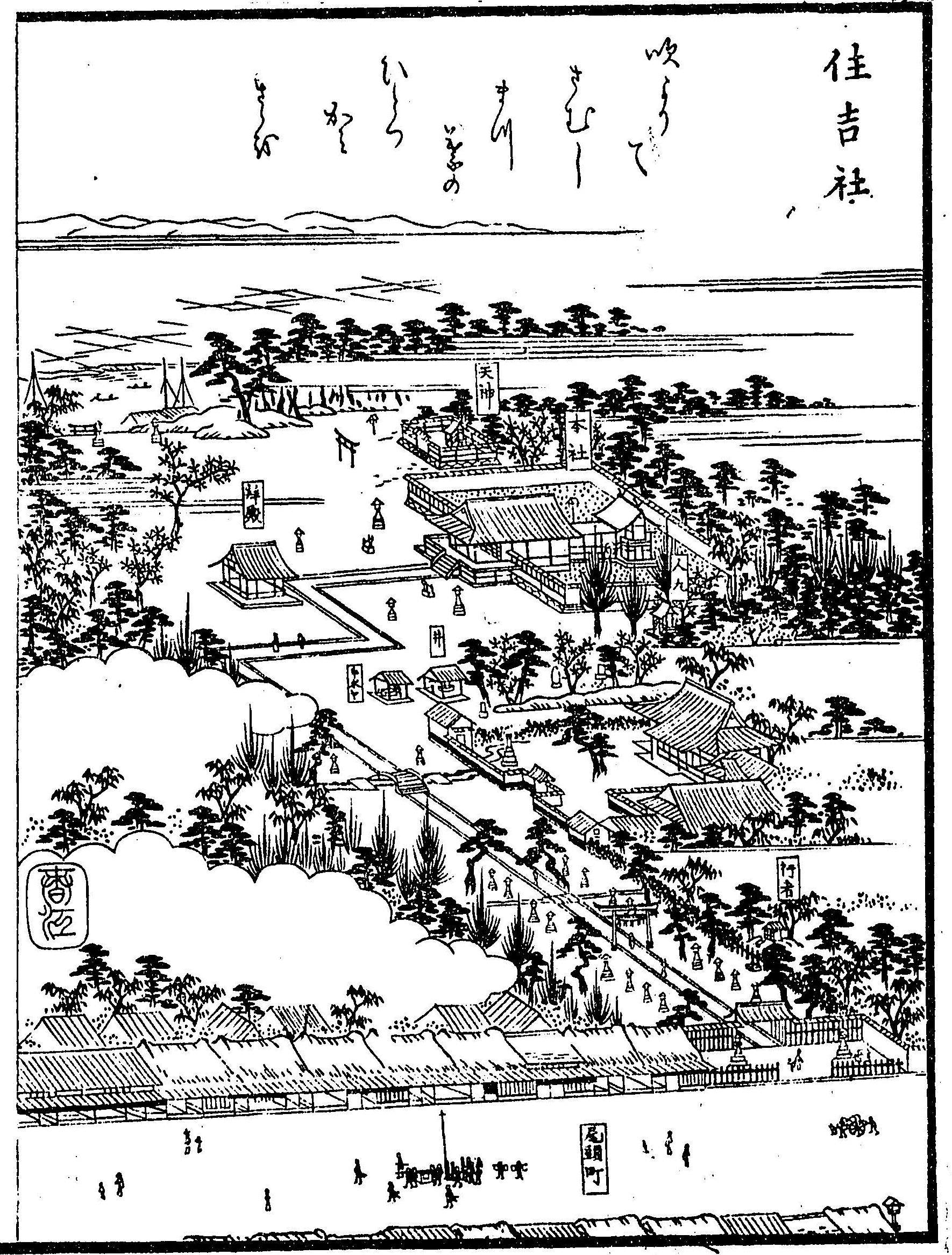
新尾頭にあった住吉社と佐屋街道の様子。天保年間ごろ

現在の新尾頭の東側・北側を通る佐屋街道は熱田と桑名を結ぶ道で、東海道の脇道に当たる。寛文6年（1666年）幕府が道中奉行が管轄することとなったとき、佐屋街道の尾頭橋を亀屋河渡から北側の現在位置に移転させた。これにより尾頭橋の東側の佐屋街道沿いに町が広がり、これを新尾頭町と呼ぶようになった。
江戸時代、佐屋街道は諸大名の参勤交代のルートになるとともに、多くの人々が伊勢詣りや津島詣でに利用し、シーボルトや松尾芭蕉も通行したといわれる。 新尾頭の町にある住吉社は、摂津の住吉大社（現在の大阪市）の神の来臨を願って建てられたもので、現存する。
天保期に編さんされた『尾張名所図会』の「住吉社」では、住吉社手前（北側）の佐屋街道沿いにのれんを下げた商家が描かれている。

### 沿革
- 1878年（明治11年）12月28日 - 愛知郡熱田村の一部より、新尾頭町が成立[4]。
- 1889年（明治22年）10月1日 - 町村制施行・合併に伴い、愛知郡熱田町大字新尾頭となる[4]。
- 1907年（明治40年）6月1日 - 名古屋市へ編入し、同市熱田新尾頭町に改称[4]。
- 1908年（明治41年）4月1日 - 行政区設置に伴い、南区所属となる[4]。
- 1937年（昭和12年）10月1日 - 行政区変更に伴い、熱田区所属となる[4]。
- 1939年（昭和14年）12月15日 - 熱田尾頭町（尾頭町）の一部を編入し、新尾頭町に改称[4]。
- 1980年（昭和55年）7月13日 - 以下の通り変更[4][5]。
  - 熱田区新尾頭町の一部より、同区新尾頭一丁目が成立。
  - 熱田区尾頭町・新尾頭町の各一部より、同区新尾頭二丁目が成立。
  - 熱田区尾頭町・五本松町・新尾頭町・花町の各一部より、同区新尾頭三丁目が成立。
  - 中区正木町・古渡町の各一部（道路部分のみ）より、同区新尾頭一丁目が成立。
  - 新尾頭町の残部が堀川部分を除き熱田区金山町一丁目・花町となる。

## 世帯数と人口
2018年（平成30年）12月1日現在の世帯数と人口は以下の通りである。
| 丁目         | 世帯数  | 人口    |
| ------------ | ------- | ------- |
| 新尾頭一丁目 | 608世帯 | 942人   |
| 新尾頭二丁目 | 142世帯 | 314人   |
| 新尾頭三丁目 | 134世帯 | 216人   |
| 計           | 884世帯 | 1,472人 |

### 人口の変遷
国勢調査による人口の推移
| 1995年（平成7年）  | 1,254人 | [ WEB 5 ] |  |
| 2000年（平成12年） | 1,167人 | [ WEB 6 ] |  |
| 2005年（平成17年） | 1,329人 | [ WEB 7 ] |  |
| 2010年（平成22年） | 1,503人 | [ WEB 8 ] |  |
| 2015年（平成27年） | 1,528人 | [ WEB 9 ] |  |

## 学区
市立小・中学校に通う場合、学校等は以下の通りとなる。また、公立高等学校に通う場合の学区は以下の通りとなる。
| 丁目         | 番・番地等 | 小学校               | 中学校               | 高等学校 |
| ------------ | ---------- | -------------------- | -------------------- | -------- |
| 新尾頭一丁目 | 全域       | 名古屋市立高蔵小学校 | 名古屋市立沢上中学校 | 尾張学区 |
| 新尾頭二丁目 | 全域       | 名古屋市立高蔵小学校 | 名古屋市立沢上中学校 | 尾張学区 |
| 新尾頭三丁目 | 全域       | 名古屋市立高蔵小学校 | 名古屋市立沢上中学校 | 尾張学区 |

## 施設

### 新尾頭一丁目
- イチビキ本社
- 愛知県司法書士会
- 真求寺
- 住吉神社
- 名古屋市営新尾頭荘
- 新尾頭交番
- 新橋通商店街

堀川の尾頭橋より伏見通までの約250メートルの間の道路の両側に商店が所在する商店街。昭和初年に商店街が形成され、発展会として組織化された。戦災により全滅したものの、その後復活を果たしている。小売店や飲食・サービス業などの一般向け店舗は商店街の3分の1程度であり、作業着・塗料などの卸売業が中心となっている。

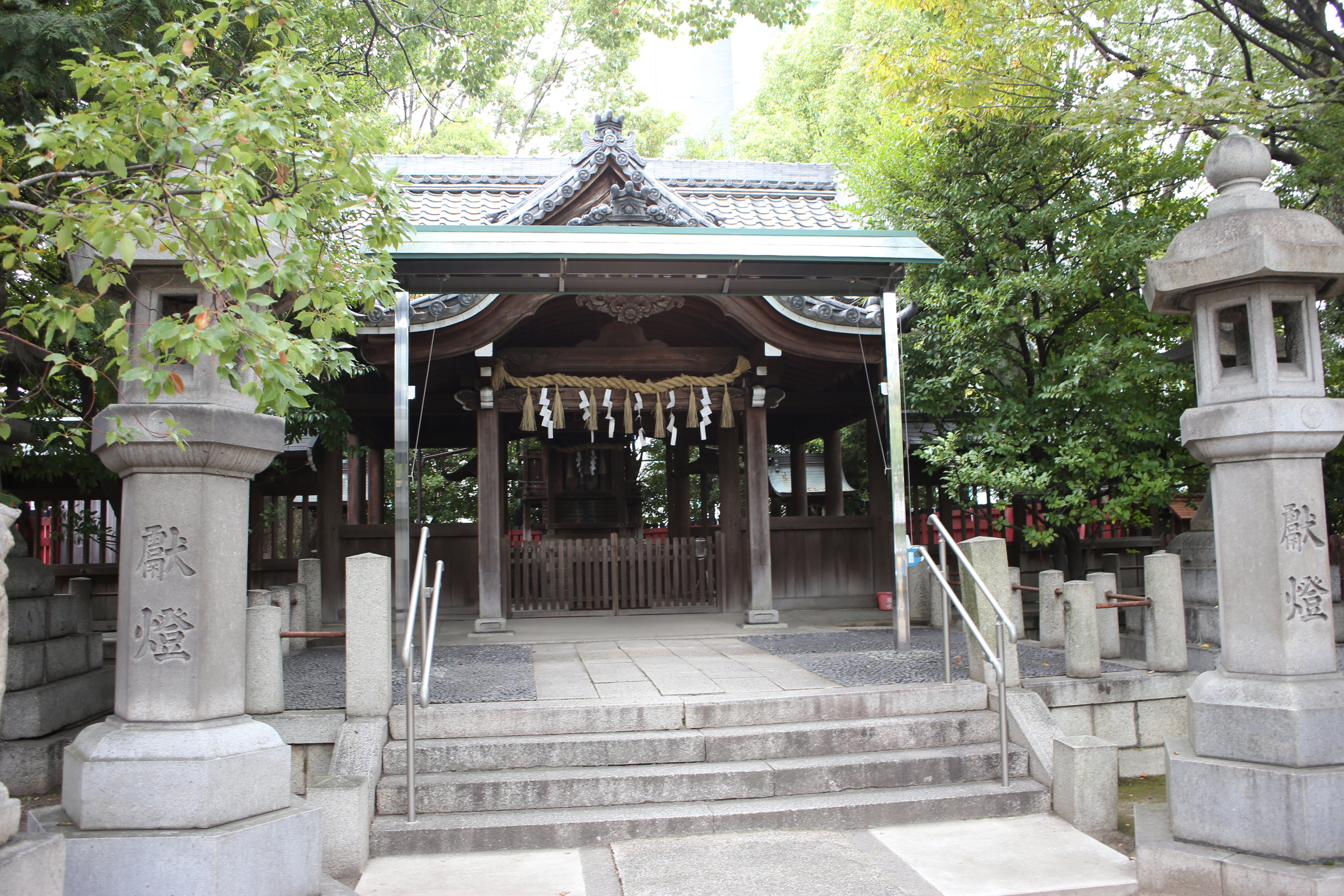
住吉神社（2018年11月）
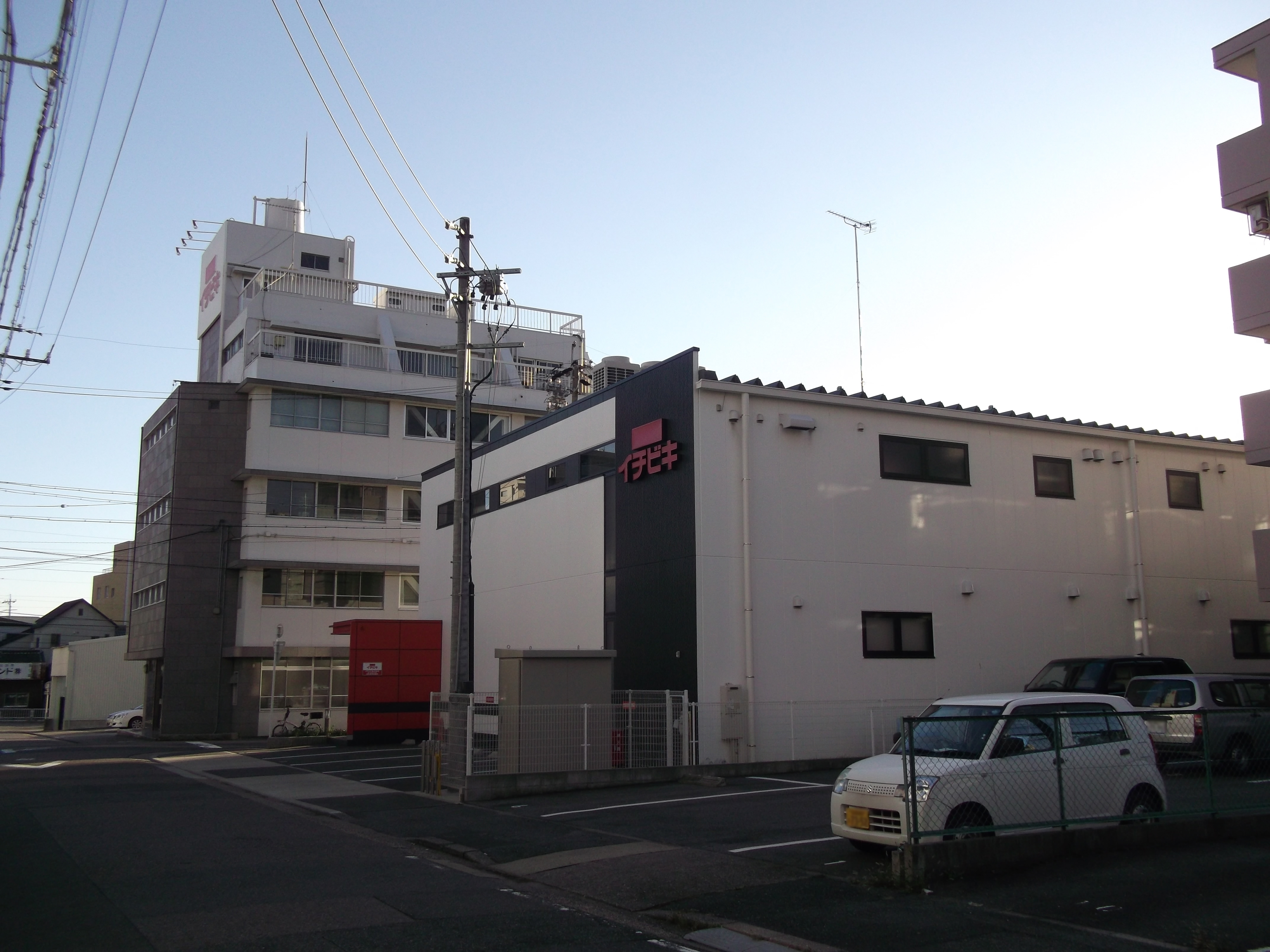
イチビキ本社（2014年10月）
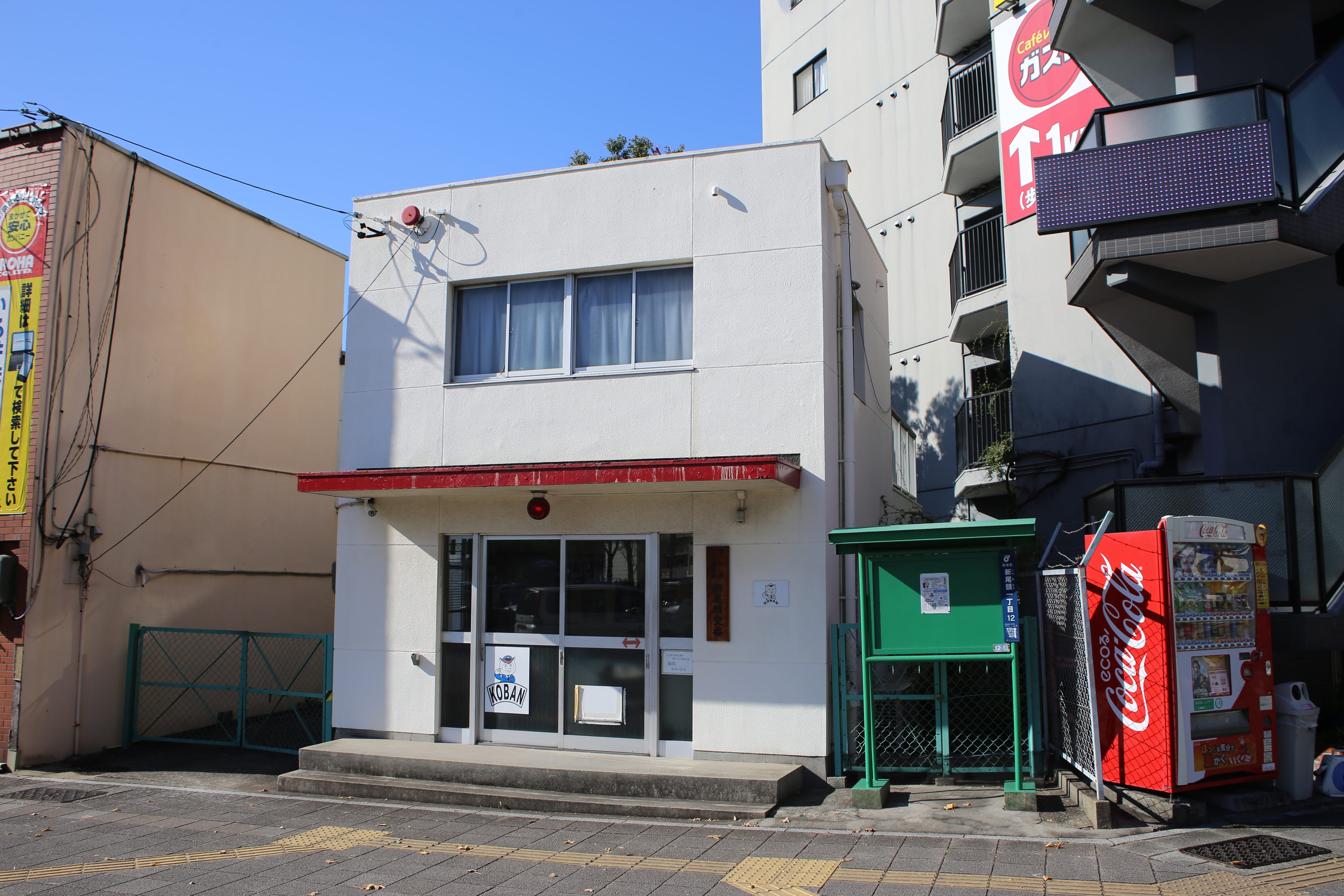
新尾頭交番（2018年11月）

### 新尾頭二丁目
- 商工組合中央金庫熱田支店
- 妙安寺

### 新尾頭三丁目
- 十六銀行熱田支店
- NTT西日本熱田ビル

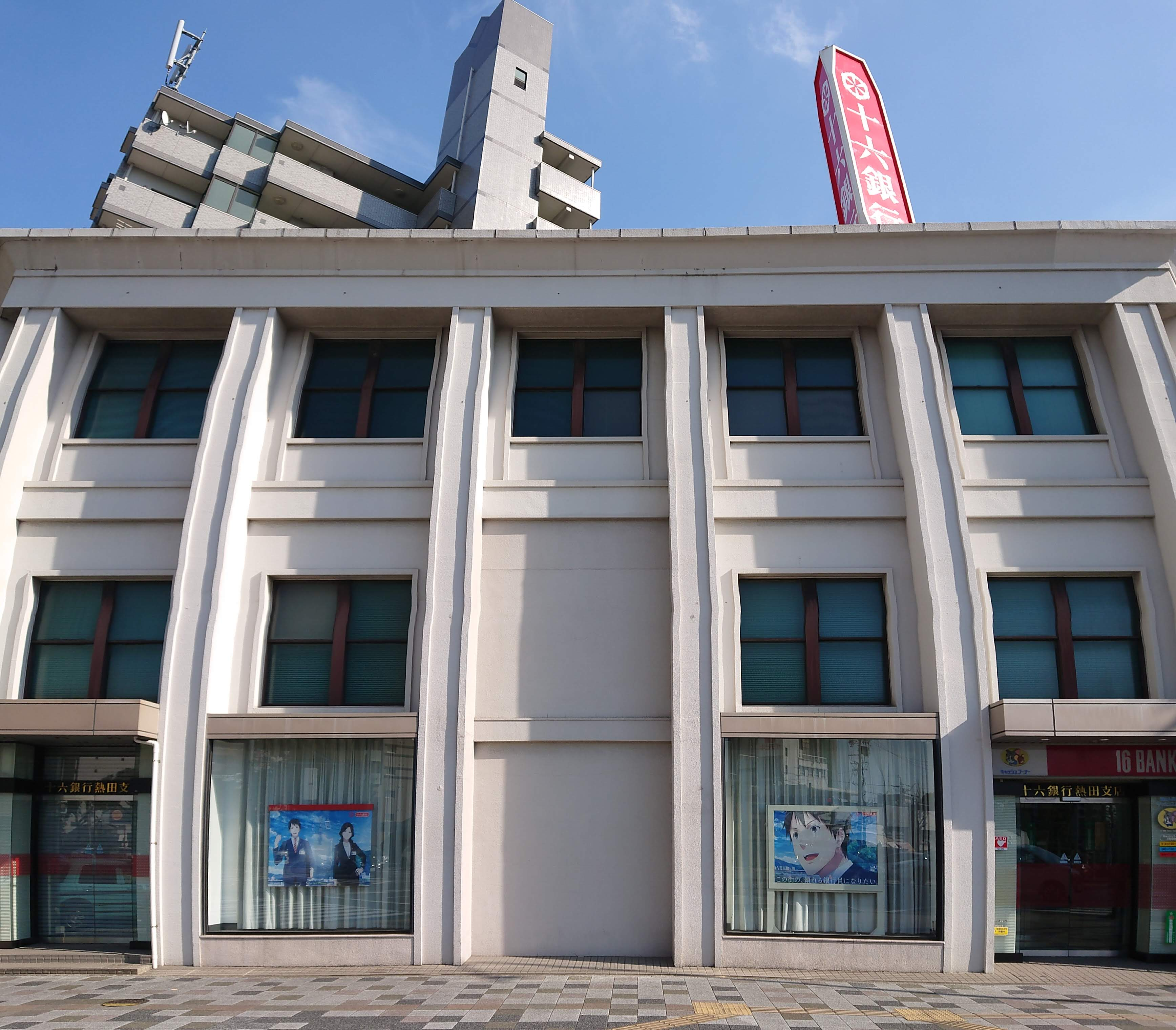
十六銀行熱田支店（2019年3月）

## 交通

### 道路
- 伏見通（国道19号・国道22号）
- 八熊通（愛知県道29号弥富名古屋線）
- 佐屋街道（愛知県道115号津島七宝名古屋線）

## その他

### 日本郵便
- 郵便番号 : 456-0018[WEB 2]（集配局：熱田郵便局[WEB 12]）。

### WEB
1. 1 2  “町・丁目(大字)別、年齢(10歳階級)別公簿人口(全市・区別)”.   名古屋市 (2018年12月20日). 2019年1月6日閲覧。
2. 1 2  “郵便番号”.  日本郵便. 2019年1月6日閲覧。
3. ↑  “市外局番の一覧”.   総務省. 2019年1月6日閲覧。
4. ↑  “熱田区の町名”.   名古屋市 (2015年10月21日). 2019年1月12日閲覧。
5. ↑  総務省統計局 (2014年3月28日). “平成7年国勢調査の調査結果(e-Stat) - 男女別人口及び世帯数 －町丁・字等” (CSV). 2019年4月27日閲覧。
6. ↑  総務省統計局 (2014年5月30日). “平成12年国勢調査の調査結果(e-Stat) - 男女別人口及び世帯数 －町丁・字等” (CSV). 2019年4月27日閲覧。
7. ↑  総務省統計局 (2014年6月27日). “平成17年国勢調査の調査結果(e-Stat) - 男女別人口及び世帯数 －町丁・字等” (CSV). 2019年4月27日閲覧。
8. ↑  総務省統計局 (2012年1月20日). “平成22年国勢調査の調査結果(e-Stat) - 男女別人口及び世帯数 －町丁・字等” (CSV). 2019年4月27日閲覧。
9. ↑  総務省統計局 (2017年1月27日). “平成27年国勢調査の調査結果(e-Stat) - 男女別人口及び世帯数 －町丁・字等” (CSV). 2019年4月27日閲覧。
10. ↑  “市立小・中学校の通学区域一覧”.   名古屋市 (2018年11月10日). 2019年1月14日閲覧。
11. ↑  “平成29年度以降の愛知県公立高等学校（全日制課程）入学者選抜における通学区域並びに群及びグループ分け案について”.   愛知県教育委員会 (2015年2月16日). 2019年1月14日閲覧。
12. ↑  郵便番号簿 平成29年度版 - 日本郵便. 2019年01月06日閲覧 (PDF)

### 書籍
1. ↑  名古屋市計画局 1992, p. 426.
2. 1 2  日下英之 1994, p. 9.
3. ↑  日下英之 1994, p. 49.
4. 1 2 3 4 5 6 7  名古屋市計画局 1992, p. 812.
5. ↑  名古屋市計画局 1992, p. 792.
6. 1 2 3  熱田区制五十周年記念誌編集部会 1987, p. 276.
7. ↑  熱田区制五十周年記念誌編集部会 1987, p. 275.